# Indigofera fanshawei
Indigofera fanshawei är en ärtväxtart som beskrevs av Jan Bevington Gillett. Indigofera fanshawei ingår i släktet indigosläktet, och familjen ärtväxter. Inga underarter finns listade i Catalogue of Life.